# Espacio marino de Tabarca-Cabo de Palos
Espacio marino de Tabarca-Cabo de Palos este o arie protejată (arie de protecție specială avifaunistică — SPA) din Spania întinsă pe o suprafață de 126.067,9 ha, integral marine.

## Localizare
Centrul sitului Espacio marino de Tabarca-Cabo de Palos este situat la coordonatele 37°54′35″N 0°34′08″W / 37.9097°N 0.5689°V.

## Înființare
Situl Espacio marino de Tabarca-Cabo de Palos a fost declarat arie de protecție specială avifaunistică în iulie 2014 pentru a proteja 19 specii de animale.

## Biodiversitate
Situată în ecoregiunile marină mediteraneană și mediteraneană, aria protejată nu include niciun habitat protejat.
La baza desemnării sitului se află mai multe specii protejate de  păsări (19): alca (Alca torda), Calonectris diomedea, chirighiță neagră (Chlidonias niger), pescăriță râzătoare (Gelochelidon nilotica), Hydrobates pelagicus, Hydrocoloeus minutus, Larus audouinii, pescăruș negricios (Larus fuscus), Larus genei, pescăruș-cu-cap-negru (Larus melanocephalus), Larus michahellis, pescăruș râzător (Larus ridibundus), rață neagră (Melanitta nigra), Mergus serrator, Phalacrocorax aristotelis desmarestii, Puffinus mauretanicus, chiră de baltă (Sterna hirundo), chiră mică (Sternula albifrons), chiră de mare (Thalasseus sandvicensis).